# Altdeutsche Tracht

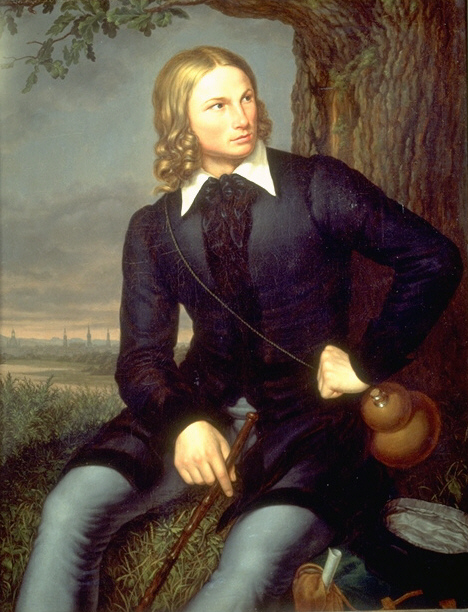
Hoffmann von Fallersleben in altdeutscher Tracht, Gemälde von 1819

„Deutsche National-Frauentracht“, Journal des Luxus und der Moden 1815

Altdeutsche Tracht (auch: Deutsche Nationaltracht) nennt man eine zwischen 1813 und 1815 in Deutschland aufgekommene Kleidermode, die während der Befreiungskriege als Ausdruck des antifranzösischen deutschen Nationalgefühls großen Anklang bei Frauen und Männern verschiedener Gesellschaftsschichten fand. Diese Mode galt als so provokativ und aufrührerisch, dass sie von den Behörden während der Demagogenverfolgungen teilweise verboten wurde, etwa in den Karlsbader Beschlüssen.

## Aussehen
Die neue Mode baute auf den Elementen der Zeitmode auf und ergänzte sie durch Reminiszenzen an das 16. Jahrhundert, das Zeitalter der Reformation und Martin Luthers, das als typisch deutsch empfunden wurde. Zu den hinzugefügten Elementen gehörten geschlitzte und gepuffte Ärmel sowie für die Damen Halskrausen. Wichtigstes Kleidungsstück bei den Herren war ein langer, eng anliegender Rock, der vielfach mit weit geöffnetem Kragen getragen wurde. Dazu kamen weit geschnittene Hosen und oft ein großes, samtenes Barett. Vorherrschende Farbe war Schwarz, die Farbe der Uniformen vieler Freikorps während der Befreiungskriege. Besonders bei den jungen Männern kam dazu noch ein aufrührerisches Auftreten sowie eine schulterlange Haartracht und das Tragen eines Bartes, besonders eines Backenbartes.

## Zielsetzung
Diese neue Mode sollte sich gegen den noch vorherrschenden Empire-Stil durchsetzen, der als „französische Modetorheit“ bezeichnet wurde. So ist überliefert, dass sich bereits im Jahre 1800 der österreichische Offizier Graf von Sztarray bei der Universität Heidelberg beschwerte, dass er Studenten gesehen habe, die sich nach Art der französischen Feinde kleideten:

„Es kann dem Auge eines echtdenkenden Mannes nicht entgehen, wie auffallend sich mehrere junge Herren dieser Universität zur Schande der biedern deutschen Nation nach dem Muster des letzten Auswurfs der französischen schlechtesten Menschenklasse im Anzuge, sittlichem Betragen, Gebärden und im öffentlichen Anstande signalisieren.“

## Prominente Träger

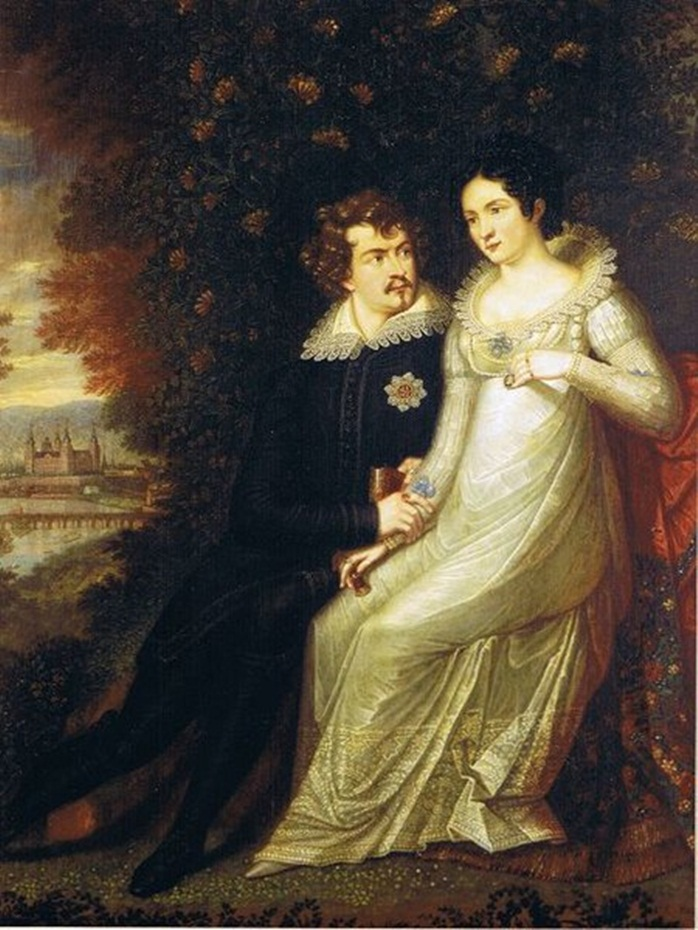
Kronprinz Ludwig von Bayern in altdeutscher Tracht mit seiner Frau (1818)

Führende Verfechter einer deutschen Nationalmode waren Ernst Moritz Arndt und Caroline Pichler. Diese neue Mode galt als ein Zeichen der Ablehnung von Fremdherrschaft, aber auch des Widerstands gegen die monarchische Staatsform alten Zuschnitts und freiheitlich demokratischer Gesinnung. Nach Gründung der Urburschenschaft in Jena im Jahre 1815 wurde sie zum Erkennungszeichen der Mitglieder von studentischen Burschenschaften, beispielsweise der Gießener Schwarzen, die sich dadurch von den traditioneller gesinnten, landsmannschaftlich orientierten Corpsstudenten abheben wollten.
Prominentester Träger dieser Mode war der bayerische Kronprinz Ludwig, der spätere König Ludwig I.

## Zeitgenössische Beschreibung

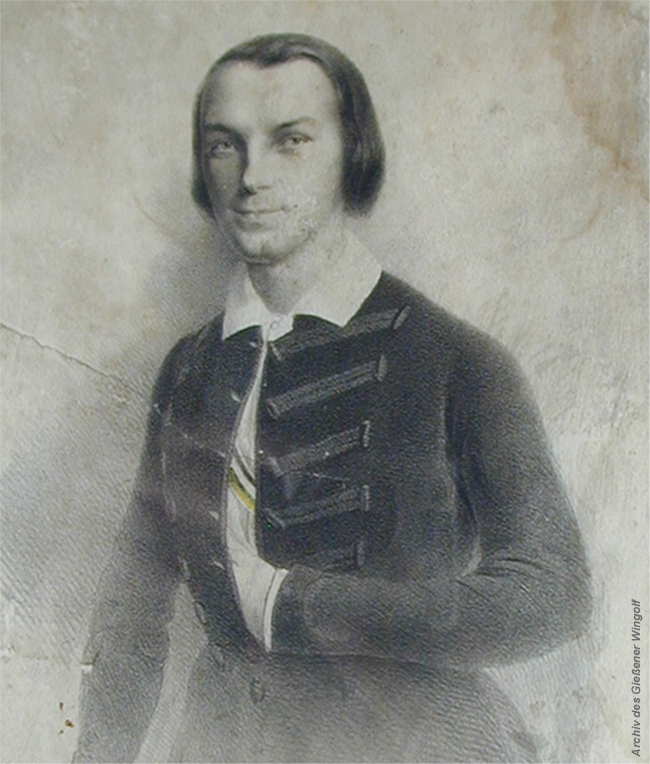
Student in altdeutscher Tracht, 1852

Der Dichter Wilhelm Hauff, selbst in den 1820er Jahren Burschenschafter in Tübingen gewesen, beschreibt in seinen Mittheilungen aus den Memoiren des Satan im Kapitel „Die Studien des Satan auf der berühmten Universität ….en“ aus dem Jahre 1825 einen Studenten im vorgerückten Semester, zurückdatiert auf das Jahr 1819:

„Er war ein großer wohlgewachsener Mann von 24–25 Jahren, sein Haar war dunkel und mochte früher nach heutiger Mode zugeschnitten sein, hing aber, weil der Studiosus die Kosten scheute, es scheren zu lassen, unordentlich um den Kopf, doch bemühte er sich, solches oft mit fünf Fingern aus der Stirne zu frisieren. … ein großer Bart wucherte von den Schläfen bis zum Kinn herab, und um die feinen Lippen hing ein vom Bier geröteter Henri quatre. …

Über die unteren Partien des Gesichtes, namentlich über das Kinn konnte ich nicht recht klug werden, denn sie staken tief in der Krawatte. Diesem Kleidungsstück schien der junge Mann bei weitem mehr Sorgfalt gewidmet zu haben, als dem übrigen Anzug; diese beiläufig einen halben Schuh Höhe messende Binde von schwarzer Seide zog sich, ohne ein Fältchen zu werfen, von dem Kinn inklusive bis auf das Brustbein exklusive, und bildete auf diese Art ein feines Mauerwerk, auf welchem der Kopf ruhte; seine Kleidung bestand in einem weißgelben Rock, den er »Flaus«, in zärtlichen Augenblicken wohl auch »Gottfried« nannte, und welchem er von Speisen und Getränken mitteilte; dieser Gottfried Flaus reichte bis eine Spanne über das Knie und schloß sich eng um den ganzen Leib; auf der Brust war er offen und zeigte, soviel die Krawatte sehen ließ, daß der Herr Studiosus mit Wäsche nicht gut versehen sein müsse.

Weite, wellenschlagende Beinkleider von schwarzem Samt schlossen sich an das Oberkleid an; die Stiefel waren zierlich geformt und dienten ungeheuern Sporen von poliertem Eisen zur Folie.

Auf dem Kopfe hatte der Studiosus ein Stückchen rotes Tuch in Form eines umgekehrten Blumenscherben gehängt, das er mit vieler Kunst gegen den Wind zu balancieren wußte; es sah komisch aus, fast wie wenn man mit einem kleinen Trinkglas ein großes Kohlhaupt bedecken wollte.“

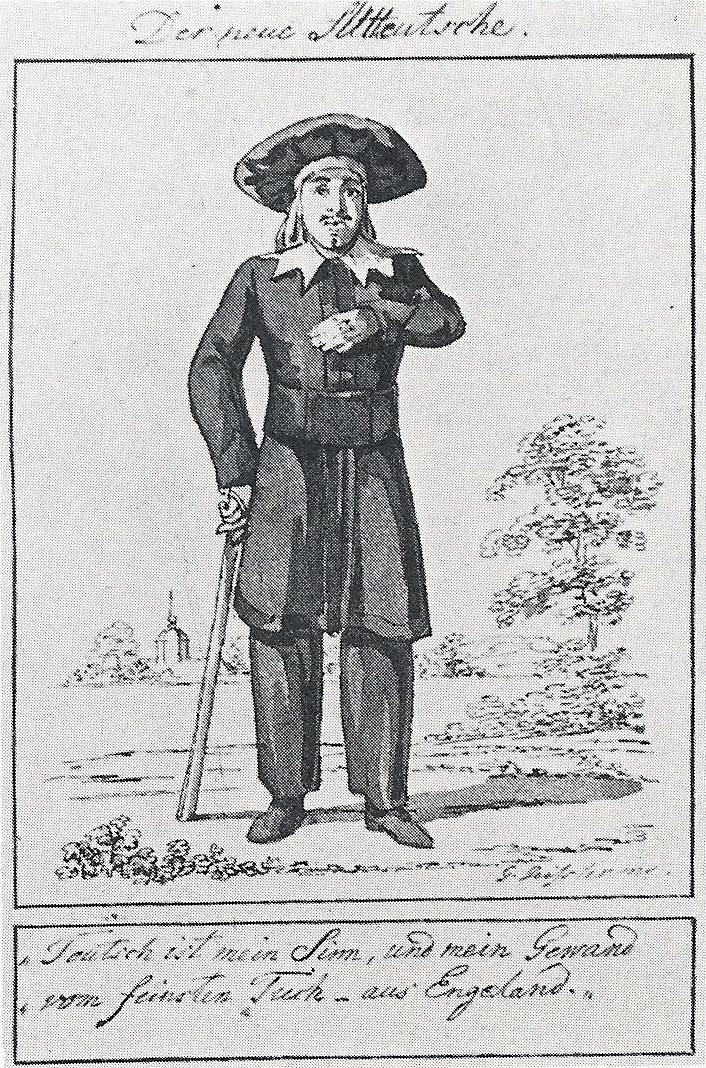
„Der neue Altteutsche“: Teutsch ist mein Sinn, und mein Gewand / vom feinsten Tuch … aus Engeland. Karikatur auf den Nationalismus von 1820

## Kritik
Die Altdeutsche Tracht und der Versuch, sie als deutsche „Nationaltracht“ zu etablieren, war auch unter den Anhängern der freiheitlich gesinnten Opposition gegen das reaktionäre Regime der Zeit der „Karlsbader Beschlüsse“ nicht unumstritten. Der Dichter Heinrich Hoffmann von Fallersleben, der sie zeitweise selber trug, nannte sie in einem Gedicht seiner Sammlung Unpolitische Lieder die „Dunkelmannstracht“ (wohl in Anspielung auf Ulrich von Huttens Dunkelmännerbriefe) und spottete:
Tragt die Nacht nicht am Gewande,

Jagt sie lieber aus dem Lande!

Finsterniß und Traurigkeit

Herrscht genug in unsrer Zeit.